# دواین بیکن
دواین بیکن (انگلیسی: Dwayne Bacon؛ زادهٔ ۳۰ اوت ۱۹۹۵) بازیکن بسکتبال اهل ایالات متحده آمریکا است.
از باشگاه‌هایی که در آن بازی کرده‌است می‌توان به شارلوت هورنتس و باشگاه بسکتبال پاناتینایکوس اشاره کرد.